# Іоанн Дука (мегадукс)
Іоанн Дука (*Ἰωάννης Δούκας, бл. 1064 — до 1136) — державний та військовий діяч Візантійської імперії.

## Життєпис
Походив з династії Дук. Молодший син протопроедра Андроніка Дуки та Марії Болгарської. Народився близько 1064 року. Здобув класичну освіту, але більшу частину часу проводив у родинних маєтках у Віфінії. Тут його разом з братом Михайлом було схоплено норманами повсталого найманця Русселя де Байлеуля. Спроба разом з братом Михайлом втекти виявилася частково вдалою: останній втік, але Іоанну не вдалося. тут був заручником до поразки Русселя у 1175 році.
У 1077 році після смерті батька перебрався до маєтків у Фракії, які отримав за заповітом. тут перебував до початку повстання Олексія Комніна. Брав участь у діях останнього проти імператора Никифора III Вотаніата.
За правління Олексія I брав участь у боях проти норманів. 1085 року призначено дуксом (на кшталт губернатора) міста Діррахіум та усього узбережжя Епіру. На цій посаді діяв з успіхом, відбивши спроби норманів висадитися в Епірі. 1090 року переміг Костянтина Бодіна, царя дуклі, якого захопив у полон й змусив визнати зверхність Візантії. Зрештою зумів встановити контроль над албанським та далматським узбережжям до Дубровника. За успішні дії проти сербів 1090 року призначено дукою Болгарії.
У 1091 році на посаді його змінив Іоанн Комнін. 1092 року призначено мегадукою, тобто командувачем усім флотом. Основним завданням було протистояти сельджуцькому флотоводцю Чака-бею, що мав за базу порт Смірна. Невдовзі було відвойовано острови Лесбос та Хіос. Неподалік Мітилени було завдано рішучої поразки флоту Чака-бея. За цим усі острови Егейського моря було знову підкорено візантійським флотом.
У 1093 році очолив походи проти Карикеса, що підняв повстання на Криті, та Рапсомата, що оголосив себе володарем Кіпру. Протягом року на обох островах було відновлено владу імператора. 1094 року брав участь у синоді, де було засуджено Льва Халкидонського, що був опонентом церковної політики імператора Олексія I.
У 1097 році призначено командувачем усіх військ в Анатолії та отримав наказ захопити егейське узбережжя Малої Азії. Для більшого успіху отримав у заручники дружину султана Килич-Арслана I і доньку Чака-бея. Спочатку було захоплено місто Смірну. Потім зайняв Ефес, де захопив 2 тис. полонених, яких переселено до островів у Егейському морі. Слідом за цим військами Дуки зайнято міста Сарди, Філадельфія, Лаодікею Лікійську. Наступним кроком було захоплення фортець Хома і Лампе. У битві при Поліботі завдав поразки сельджуцьким військам.
Близько 1110 року з невідомих причин став ченцем під ім'ям Антоній. Помер до 1136 року.